# آویا بی‌اچ-۶
آویا بی‌اچ-۶ (به انگلیسی: Avia_BH-6) یک هواگرد ملخ‌پیشین تک‌موتوره از نوع جنگنده ساخت شرکت آویا است. هواگرد آویا بی‌اچ-۶ نخستین پروازش را در ۱۹۲۳ میلادی انجام داد. در مجموع، تعداد ۱ فروند از این هواگرد ساخته شده‌است.
طراح این هواگرد، Pavel Beneš and Miroslav Hajn بود.